# Strongylurus arduus
Strongylurus arduus là một loài bọ cánh cứng trong họ Cerambycidae.